# Bainbridge (Ohio)
Bainbridge é um lugar designado pelo censo localizado no condado de Geauga no estado estadounidense de Ohio. No Censo de 2010 tinha uma população de 3.267 habitantes e uma densidade populacional de 364,14 pessoas por km².

## Geografia
Bainbridge encontra-se localizado nas coordenadas 41° 23′ 46″ N, 81° 20′ 09″ O. Segundo a Departamento do Censo dos Estados Unidos, Bainbridge tem uma superfície total de 8.97 km², da qual 8.79 km² correspondem a terra firme e (2.08%) 0.19 km² é água.

## Demografia
Segundo o censo de 2010, tinha 3.267 habitantes residindo em Bainbridge. A densidade populacional era de 364,14 hab./km². Dos 3.267 habitantes, Bainbridge estava composto pelo 96.27% brancos, o 1.53% eram afroamericanos, o 0.06% eram amerindios, o 0.61% eram asiáticos, o 0.12% eram insulares do Pacífico, o 0.37% eram de outras raças e o 1.04% pertenciam a duas ou mais raças. Do total da população o 0.92% eram hispanos ou latinos de qualquer raça.

## Localidades na vizinhança
O diagrama seguinte representa as localidades num raio de 12 km ao redor de Bainbridge.